# Mohamed Abdullahi Mohamed
Mohamed Abdullahi Mohamed (somali: Maxaamed Cabdullaahii Maxaamed; àrab: محمد عبد الله محمد, Muḥammad ʿAbd Allāh Muḥammad) (Mogadiscio, 11 de març de 1962), conegut pel sobrenom de Farmaajo'', és un polític somali.
Va ser primer ministre de Somàlia durant sis mesos, des de novembre de 2010 fins al juny de 2011. Va viure molts anys als Estats Units, treballant com a funcionari del departament de transports de l'estat de Nova York a Buffalo. Amb doble nacionalitat, somali i estatunidenca, el 2017, a Mogadiscio, fou elegit com a novè president de Somàlia, després d'un periode de conflictes, desde el 1969 en que es va elegir un president democràtic, incloent cops d’estat, dictadures i terrorisme. El 2019 va renunciar a la seva ciutadania estatunidenca.
El 8 de febrer de 2021 va acabar el seu mandat com a president de Somàlia, actuant com a president en funcions des d'aquesta data. Però els presidents dels estats federals de Puntland i Jubaland i el Consell de Candidats a la Presidència ja no el van reconèixer com a president de Somàlia; i malgrat les protestes públiques a Mogadiscio durant les quals manifestants pacífics van ser assassinats per forces governamentals i els intents d'assasinat de líders de l'oposició.